# Semiakoestische gitaar

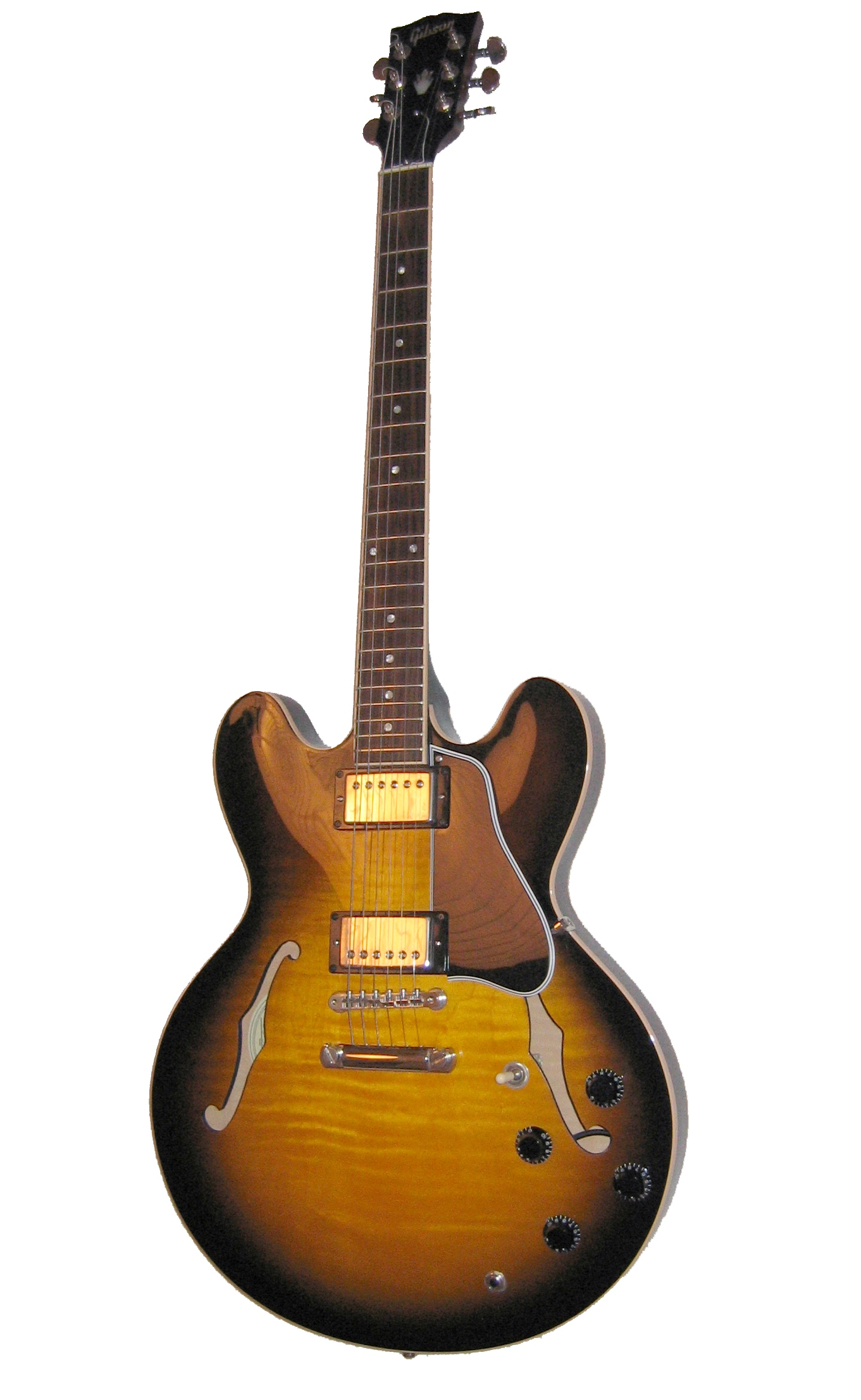
De Gibson ES335 is een van de bekendste modellen semiakoestische gitaren. De f-gaten van de klankkast zijn duidelijk zichtbaar.

De semiakoestische gitaar, ook wel bekend als de hollowbodygitaar en semihollowbodygitaar is een elektrisch versterkte gitaar met een (gedeeltelijk) holle klankkast. In tegenstelling tot de elektrisch-akoestische gitaar, wordt een semiakoestische gitaar versterkt met een of meer magnetische pick-upelementen.
Voor versterkte bespeling heeft de gitaar pick-upelementen zoals een elektrische gitaar. Het is daarmee een ander instrument dan een versterkte akoestische gitaar (ook wel elektro-akoestische gitaar), die doorgaans een microfoon of piëzo-element gebruikt voor de versterking. Sommige semiakoestische gitaren zijn, in tegenstelling tot een "gewone" elektrische gitaar, ook akoestisch te bespelen. Dit geldt voor de modellen die in de archtopstijl gebouwd zijn. Andere semiakoestische gitaren hebben een massief blok onder de brug of zelfs van de hals tot de brug (bijvoorbeeld een Gibson es335), waardoor de holle delen niet meer zo hard kunnen trillen dat ze een echt akoestisch geluid kunnen voortbrengen. In dat geval spreken we over een resonantieholte in plaats van een klankkast. Deze gitaren worden vaak als semihollowbodygitaar aangeduid. De klankkast of resonantieholte wordt gebruikt om bij versterkte bespeling een bepaalde klankkleur te verkrijgen die met een gewone elektrische gitaar niet te bereiken is. Semiakoestische gitaren worden veel in de jazz en blues gebruikt vanwege het over het algemeen warme donkere geluid. De helderder klinkende modellen van Gretsch en Rickenbacker zijn vooral in de country, alternativepop en rootsrock populair. De dunnere semihollowmodellen worden ook wel met de term 'thinline' aangeduid. Deze term kan echter ook voor gitaren met uitgeholde resonantiekamers (bijvoorbeeld Fender 72 Thinline Telecaster en Rickenbacker 300 serie) worden gebruikt.

## Bekende modellen
- Gibson ES335, ES345, ES355, Epiphone Sheraton, Riviera - modellen met een centerblock en dubbele positieholte.
- Gibson Super 400 CES, L5 CES - full hollowbody modellen met elektronica.
- Gibson ES330 en Epiphone Casino - thinline hollowbody modellen
- Rickenbacker 300 serie - uitgeholde achterkant met daarop een voorblad geplakt.
- Gretsch 5000 en 6000 modellen - zowel hollow als semi-hollow gitaren zowel single-cut als dual-cut.
- Duesenberg Starplayer - Semi hollow single-cut gitaar.